# 월드 사이버 게임즈

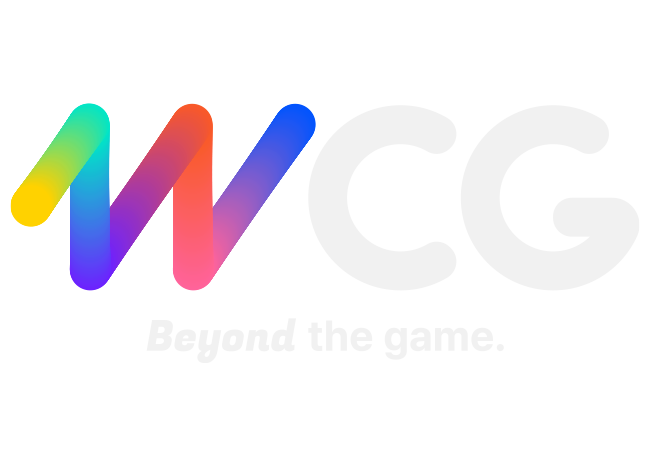
WCG 로고

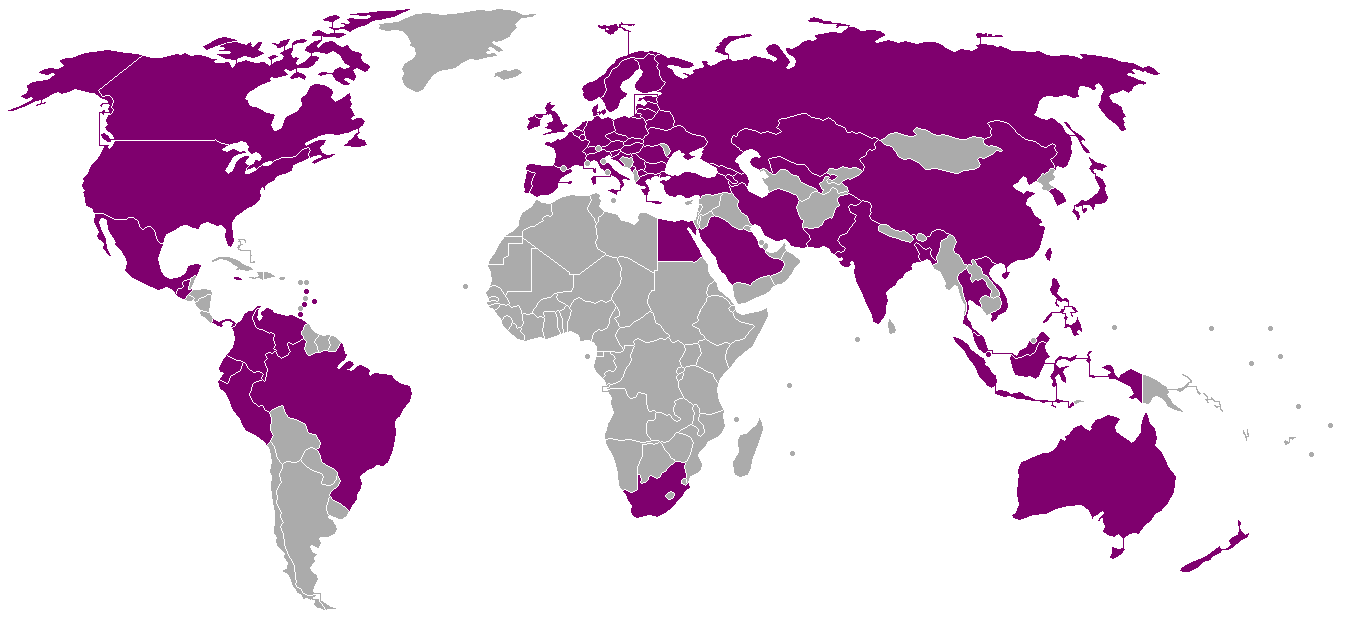
WCG 참가국

월드사이버게임즈 (World Cyber Games, WCG)는 세계 최초의 다종목 국가대항 이스포츠 대회로 수백명의 선수들이 여러 종목에 참여해 자웅을 겨루는 대회이다. WCG는 올림픽과 같은 전통 스포츠대회의 방식에 착안해 개막식과 선수촌, 각 종목별로 금, 은, 동메달을 위해 경쟁을 펼치는 대회로 이스포츠 올림픽이라는 별칭을 갖고 있다. "Beyond the game, More than sport"라는 슬로건으로 열리는 WCG는 글로벌 예선을 거쳐 매년 다른 도시에서 개최되며 2019년에는 중국 시안에서 열렸다.
2001년 3월 당시 게임리그의 대표주자였던 배틀탑과 삼성전자의 후원하에 (주) ICM(現 월드사이버게임즈 주식회사)이 창설한 '게임올림픽 지향 플랫폼 브랜드' 명으로 당초에는 마이크로소프트, 인텔. 소니, 삼성전자를 주축으로 국제게임올림픽위원회를 구성하여 궁극적으로 '게임올림픽'으로 가는 중간자 역할로 기획되었으며 대한민국의 기업 월드사이버게임즈 주식회사가 주최하고 삼성과 마이크로소프트 등의 다양한 기업이 후원했던 국제적인 E스포츠 대회로 자리를 잡게 되었다. 1년마다 열리는 세계 최대의 게임 대회로 매년 백만 명 이상의 관객이 찾는다. e-Sports 계의 올림픽이라고도 불리는 세계적으로 유명한 대회이다. 다른 이름은 사이버 게임즈 페스티벌(Cyber Games Festival)과 월드 사이버 게임즈 그랜드 파이널(World Cyber Games Grand Final)로도 불리며, 슬로건은 "게임 그 이상, 스포츠를 넘어"(Beyond the Game, More than Sport)이다. 전신 대회로는 2000년에 열렸던 WCGC(World Cyber Games Challenge)로 순위가 없는 이벤트 챌린지 형식의 대회를 개최하였고, 큰 호응을 얻자 2001년에 WCG 2001을 개최하면서 현재의 이름으로 정착하여 순위를 정산하는 정식대회로 개최되었다. 올림픽의 영향을 받아 선수촌을 제공하였고 2004년부터는 매년 다른 도시에서 개최되었다.
대한민국은 2001년 ~ 2013년(전신인 2000년도 포함)까지 정식 종목으로 선정된 스타크래프트와 스타크래프트 II 부문에서 전부 우승했다.
2014년 2월 WCG 대표가 대회를 종료한다고 페이스북에 글을 올리면서 2000년 WCG 챌린지부터 시작된 14년간의 역사가 막을 내리게 되었다. 이후, 2014년 6월에는 기존 WCG의 직원 중 일부가 새로운 파트너십들을 통해 WCG의 명맥을 이은 '월드 이스포츠 챔피언십 게임즈(World e-Sports Championship Games, WECG)'를 개최하려 하였으나, 2015년 1월 후원사와 일정 문제와 재정난까지 겹치면서 부활에 실패하였다.
2017년 3월 29일에는 스마일게이트가 삼성전자로부터 WCG 상표권과 관리 경영권을 인수하였으며, 12월 13일 태국 기자간담회를 통해 2018년 4월에 개최를 소망한다는 소감을 알렸다. 기존 e-Sports 대회에 VR과 드론 월드 챔피언쉽 등을 진행할 예정으로 보다 많은 볼거리를 제공할 예정이며, 비영리 기업으로 경영할 것임을 밝혔다. 다만 이후 기사보도는 나오지 않으면서 결국 2018년에는 개최되지 못했다.
그로부터 9개월 후인 2018년 9월 14일 보도자료를 통해 중국 시안시와 MOU를 체결하며 WCG 2019 결승전을 중국 시안시에서 2019년 7월 18일부터 21일까지 4일간 개최한다고 발표했다. 첫 대회는 글로벌 지역 예선을 적용할 계획임을 밝혔다. WCG 2013 이후 6년만의 개최다.
2020년 대회는 코로나 바이러스 사태로 인해 중국/대한민국에서 공동으로 온라인 개최하였으며 참가국 역시 중국/대한민국이 전부였다. 예선은 2020년 9월 7일 ~ 2020년 10월 7일, 결선은 2020년 11월 5일 ~ 2020년 11월 8일 사흘간 이루어졌다. 중국/대한민국 공동개최국이 공동1등 하였다.

## WCG 본선 대회 역사
| 대회 이름     | 기간                         | 총 상금 (미국 달러) | 개최지                                                    | 참가자                      | 종합 우승     | 게임 종목 |
| ------------- | ---------------------------- | ------------------- | --------------------------------------------------------- | --------------------------- | ------------- | --- |
| WCG Challenge | 2000년 8월 7일 ~ 8월 15일    | 20만                | 대한민국 용인 에버랜드                                    | 17개국 174명                | 순위 없음     | - 퀘이크 3 아레나 - FIFA 2000 - 에이지 오브 엠파이어 2 - 스타크래프트: 브루드 워 |
| WCG 2001      | 2001년 12월 5일 ~ 9일        | 30만                | 대한민국 서울 코엑스 컨벤션 홀                            | 37개국 430명                | 대한민국      | - 퀘이크 3 아레나 - FIFA 2001 - 에이지 오브 엠파이어 2: 정복의 시대 - 언리얼 토너먼트 - 스타크래프트: 브루드 워 - 카운터 스트라이크 |
| WCG 2002      | 2002년 10월 28일 ~ 11월 3일  | 30만                | 대한민국 대전 엑스포과학공원                              | 45개국 462명                | 대한민국      | - 퀘이크 3 아레나 - 2002 FIFA 월드컵 - 에이지 오브 엠파이어 2: 정복의 시대 - 스타크래프트: 브루드 워 - 언리얼 토너먼트 - 카운터 스트라이크 |
| WCG 2003      | 2003년 10월 12일 ~ 10월 18일 | 35만                | 대한민국 서울 올림픽 공원                                 | 55개국 562명                | 독일          | - 워크래프트 III: 프로즌 쓰론 - FIFA 2003 - 에이지 오브 미쏠로지 - 스타크래프트: 브루드 워 - 언리얼 토너먼트 2003 - 카운터 스트라이크 - 헤일로: 전쟁의 서막 애니버서리 |
| WCG 2004      | 2004년 10월 6일 ~ 10일       | 40만                | 미국 샌프란시스코 Bill Graham Civic Auditorium            | 63개국 642명                | 네덜란드      | - 카운터 스트라이크: 컨디션 제로 - FIFA 2004 - 니드 포 스피드: 언더그라운드 - 스타크래프트: 브루드 워 - 언리얼 토너먼트 2003 - 워크래프트 III: 프로즌 쓰론 - 헤일로: 전쟁의 서막 애니버서리 - 프로젝트 고담 레이싱 2                                                                                       |
| WCG 2005      | 2005년 11월 16일 ~ 11월 20일 | 43만 5천            | 싱가포르 선텍                                             | 67개국 679명                | 미국          | - 카운터 스트라이크: 소스 - FIFA 2005 - 니드 포 스피드: 언더그라운드 2 - 스타크래프트: 브루드 워 - 워크래프트 III: 프로즌 쓰론 - 워해머 40,000: 돈 오브 워 - 데드 오어 얼라이브 얼티밋 - 헤일로 2 |
| WCG 2006      | 2006년 10월 18일 ~ 10월 22일 | 46만 2천            | 이탈리아 몬자 아우토드로모 국립 몬자 서킷                 | 70개국 700명                | 대한민국      | - 카운터 스트라이크 1.6 - FIFA 06 - 니드 포 스피드: 모스트 원티드 - 스타크래프트: 브루드 워 - 워크래프트 III: 프로즌 쓰론 - 워해머 40,000: 돈 오브 워: 윈터 어설트 - 데드 오어 얼라이브 4 - 프로젝트 고담 레이싱 3 - 퀘이크 4 - 팡야 (시범 종목)                                                           |
| WCG 2007      | 2007년 10월 3일 ~ 7일        | 44만 8천            | 미국 시애틀 퀘스트 필드                                   | 75개국 700명                | 미국          | - 워크래프트 III: 프로즌 쓰론 - 카운터 스트라이크 1.6 - 스타크래프트: 브루드 워 - FIFA 07 - 캐롬 3D - 니드 포 스피드: 카본 - 커맨드 앤 컨커 3 - 에이지 오브 엠파이어 III: 대전사 - 토니 호크스 프로젝트 8 - 기어즈 오브 워 - 데드 오어 얼라이브 4 - 프로젝트 고담 레이싱 3                                 |
| WCG 2008      | 2008년 11월 5일 ~ 9일        | 47만                | 독일 쾰른 메세                                            | 78개국 800명                | 대한민국      | - 워크래프트 III: 프로즌 쓰론 - 스타크래프트: 브루드 워 - 붉은 보석 - 캐롬 3D - 카운터 스트라이크 1.6 - FIFA 08 - 니드 포 스피드: 프로스트리트 - 커맨드 앤 컨커 3 - 에이지 오브 엠파이어 III: 아시아 왕조 - 아스팔트 4: 엘리트 레이싱 - 프로젝트 고담 레이싱 4 - 헤일로 3 - 기타히어로 3 - 버추어 파이터 5 |
| WCG 2009      | 2009년 11월 11일 ~ 15일      | 50만                | 중국 청두 Century City New Convention & Exposition Center | 65개국 600명                | 대한민국      | - 워크래프트 III: 프로즌 쓰론 - 스타크래프트: 브루드 워 - 붉은 보석 - 캐롬 3D - 카운터 스트라이크 1.6 - FIFA 09 - 트랙매니아 - 아스팔트 4: 엘리트 레이싱 - 와이즈 스타 2 - 버추어 파이터 5 - 기타히어로 월드투어 - 던전 앤 파이터                                                                          |
| WCG 2010      | 2010년 9월 30일 ~ 10월 3일   | 25만                | 미국 로스앤젤레스 컨벤션 센터                             | 58개국 450명                | 대한민국      | - 워크래프트 III: 프로즌 쓰론 - 스타크래프트: 브루드 워 - 캐롬 3D - 트랙매니아 - 카운터 스트라이크 1.6 - FIFA 10 - 포르자 모터스포츠 3 - 철권 6 - 기타히어로 5 - 로스트사가 - 퀘이크워즈 온라인 - 아스팔트 5 - 리그 오브 레전드                                                                            |
| WCG 2011      | 2011년 12월 8일 ~ 11일       | 50만                | 대한민국 부산 벡스코                                      | 60개국 600명                | 대한민국      | - FIFA 11 - 스타크래프트 II: 자유의 날개 - 워크래프트 III: 프로즌 쓰론 - 리그 오브 레전드 - 스페셜포스 - 카운터 스트라이크 1.6 - 크로스파이어 - 철권 6 - 월드 오브 워크래프트: 대격변 - 던전 앤 파이터 - 로스트사가 - 캐롬 3D - 아스팔트 6: 아드레날린                                                     |
| WCG 2012      | 2012년 11월 29일 ~ 12월 2일  | 25만                | 중국 쿤산 컨벤션 센터                                     | 40개국 500명                | 중국          | - 스타크래프트 II: 자유의 날개 - 워크래프트 III: 프로즌 쓰론 - 도타 2 - FIFA 12 - 크로스파이어 - 월드 오브 탱크 - 카운터 스트라이크 온라인 |
| WCG 2013      | 2013년 11월 28일 ~ 12월 1일  | 30만                | 중국 쿤산 컨벤션 센터                                     | 40개국 500명                | 대한민국      | - 리그 오브 레전드 - 월드 오브 탱크 - 크로스파이어 - FIFA 14 - 스타크래프트 II: 군단의 심장 - 워크래프트 III: 프로즌 쓰론 - 슈퍼 스트리트 파이터 4 |
| WCG 2019      | 2019년 7월 18일 ~ 7월 21일   | 61만 2500           | 중국 시안시 취장 국제 컨벤션 센터                         | 34개국 506명                | 중국          | - 클래시 로얄 - 크로스파이어 - 도타 2 - 하스스톤 - 왕자영요 - 워크래프트 III: 프로즌 쓰론 |
| WCG 2020      | 2020년 9월 7일 ~ 11월 6일    | 30만                | 대한민국& 중국(공동 개최) 온라인                          | 2개국 (참가자수 알 수 없음) | 중국&대한민국 | - 크로스파이어 - 펜타스톰 - 워크래프트 III: 프로즌 쓰론 - 피파 온라인 4 |

## 개최지 목록
| 연도 및 대회이름 | 회 | 개최도시                                        | 개최국                              | 우승국                   | 준우승국               | 3위국                  | 4위국                                |
| ---------------- | -- | ----------------------------------------------- | ----------------------------------- | ------------------------ | ---------------------- | ---------------------- | ------------------------------------ |
| WCG 2001         | 1  | 서울                                            | 대한민국                            | 대한민국                 | 중화인민공화국         | 독일                   | 미국                                 |
| WCG 2002         | 2  | 대전                                            | 대한민국                            | 대한민국                 | 러시아                 | 독일                   | 중화 타이베이                        |
| WCG 2003         | 3  | 서울                                            | 대한민국                            | 독일                     | 중화 타이베이          | 대한민국               | 네덜란드                             |
| WCG 2004         | 4  | 샌프란시스코                                    | 미국                                | 네덜란드                 | 대한민국               | 미국                   | 독일                                 |
| WCG 2005         | 5  | 싱가폴                                          | 싱가포르                            | 미국                     | 대한민국               | 브라질                 | 독일                                 |
| WCG 2006         | 6  | 몬자                                            | 이탈리아                            | 대한민국                 | 러시아                 | 독일                   | 미국, 중화인민공화국, 폴란드, 캐나다 |
| WCG 2007         | 7  | 시애틀                                          | 미국                                | 미국                     | 브라질, 대한민국       | 네덜란드               | X                                    |
| WCG 2008         | 8  | 쾰른                                            | 독일                                | 대한민국                 | 네덜란드               | 미국                   | 독일                                 |
| WCG 2009         | 9  | 청두                                            | 중화인민공화국                      | 대한민국                 | 스웨덴                 | 독일                   | 브라질, 일본, 중화인민공화국         |
| WCG 2010         | 10 | 로스앤젤레스                                    | 미국                                | 대한민국                 | 영국                   | 브라질                 | 독일                                 |
| WCG 2011         | 11 | 부산                                            | 대한민국                            | 대한민국                 | 중화인민공화국, 폴란드 | 미국                   | 중화 타이베이                        |
| WCG 2012         | 12 | 쿤산                                            | 중화인민공화국                      | 중화인민공화국           | 대한민국, 독일         | 폴란드, 프랑스, 베트남 | 아르헨티나, 벨라루스, 필리핀         |
| WCG 2013         | 13 | 쿤산                                            | 중화인민공화국                      | 대한민국                 | 중화인민공화국         | 우크라이나, 이란, 일본 | X                                    |
| WCG 2019         | 14 | 시안                                            | 중화인민공화국                      | 중국                     | 미국                   | 헝가리                 | 필리핀, 튀르키예                     |
| WCG 2020         | 15 | 온라인(상하이, 서울에 위치해있는 데이터 센터망) | 중화인민공화국& 대한민국 (공동개최) | 중국& 대한민국 (공동1등) | X                      | X                      | X                                    |

## 대회 사진

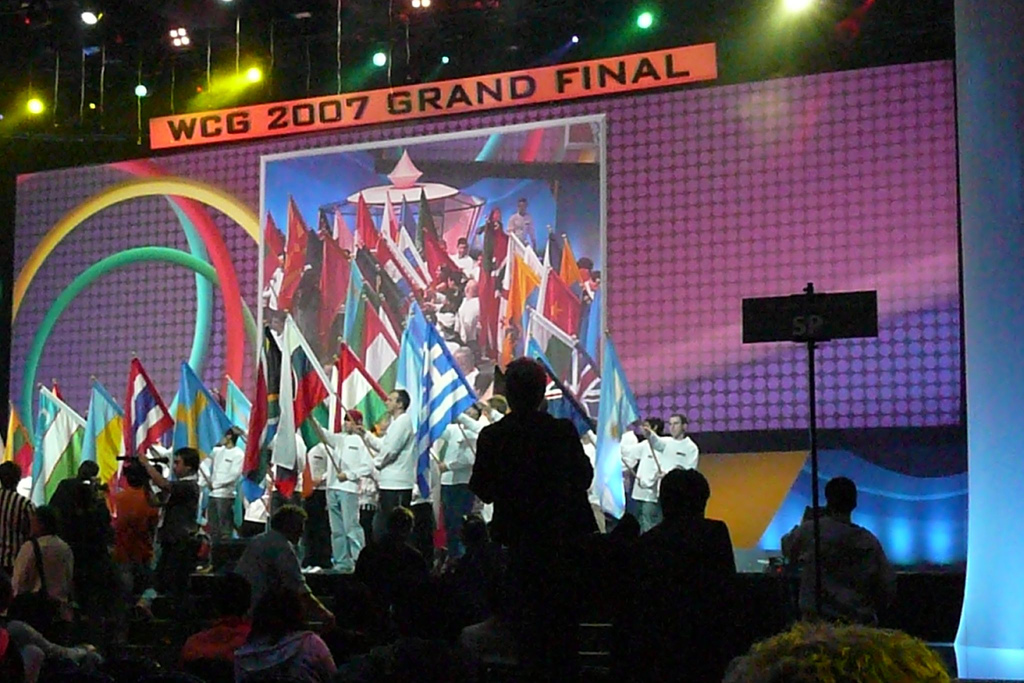
WCG 2007 개막식
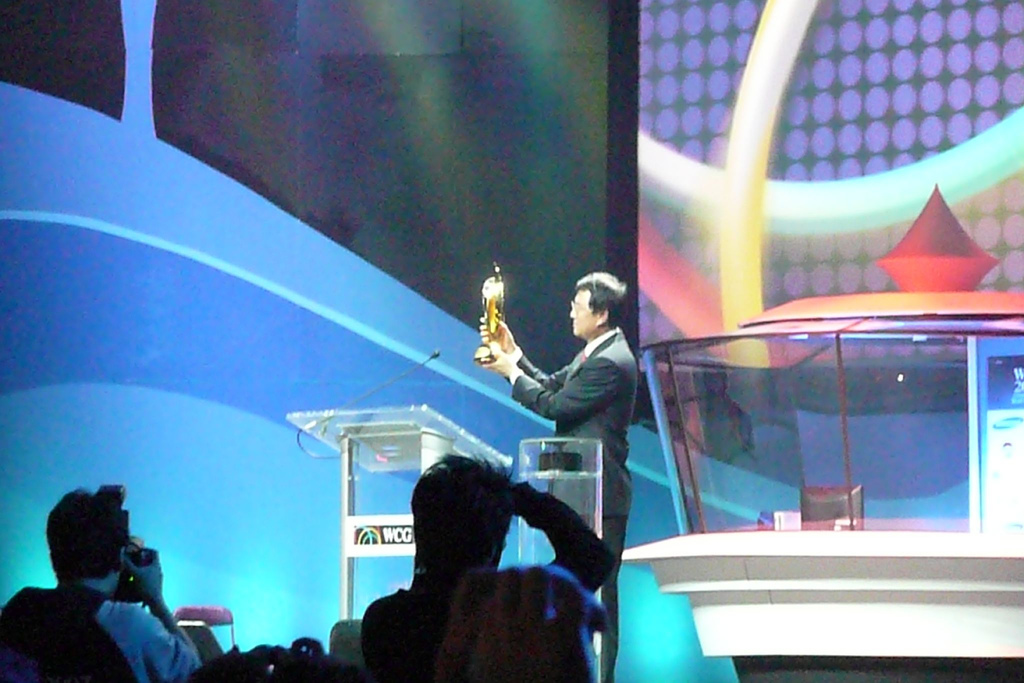
WCG 트로피
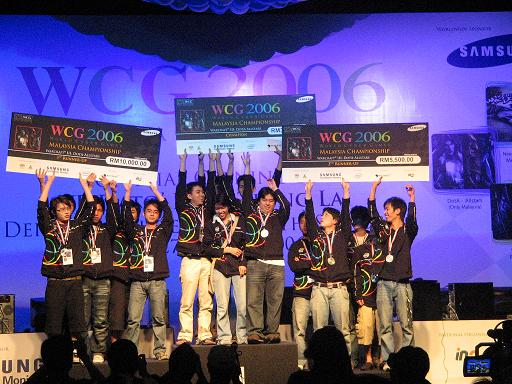
WCG 2006 《워크래프트 III》 종목의 입상자들
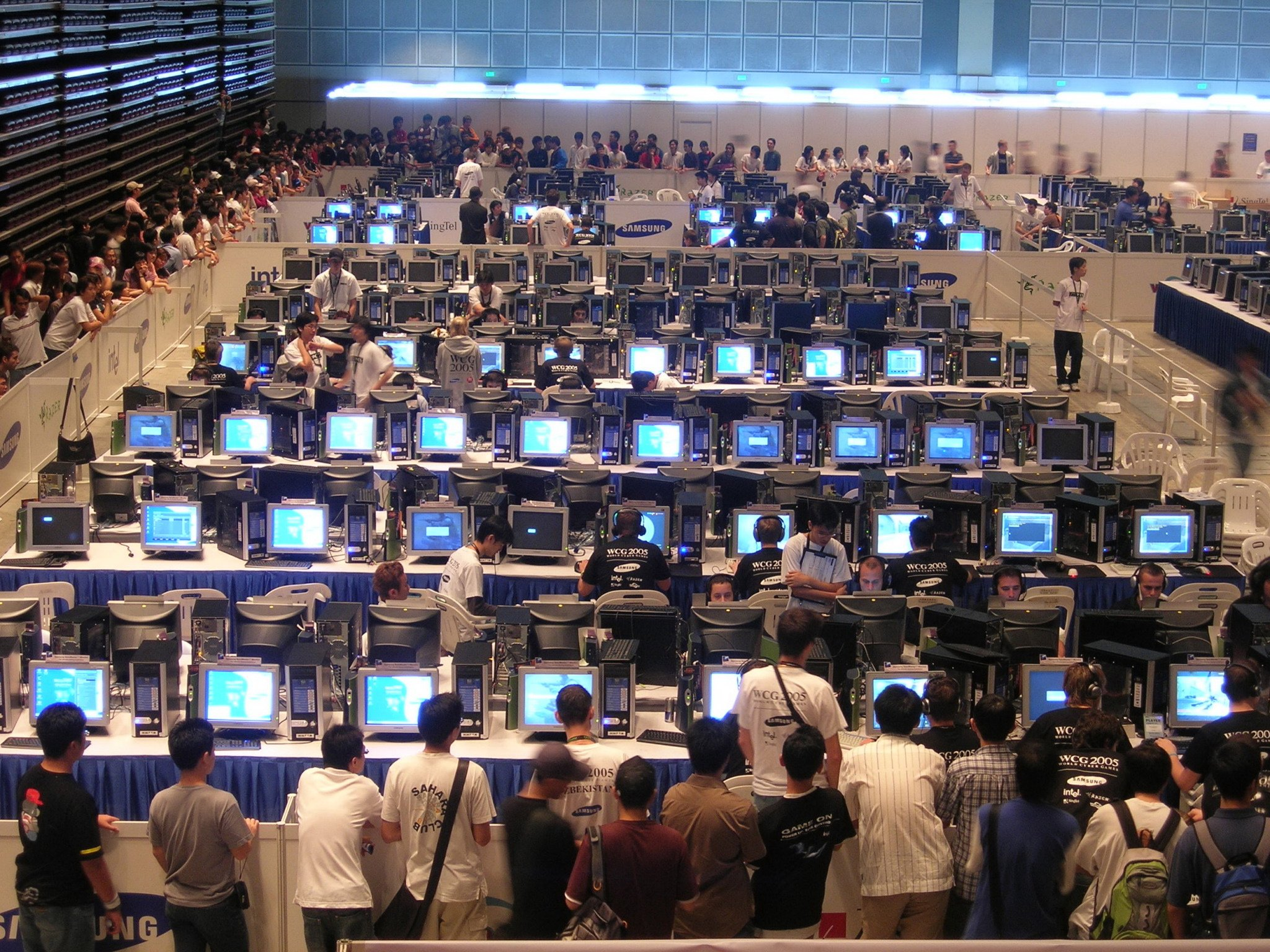
싱가폴에서 열린 WCG 2005
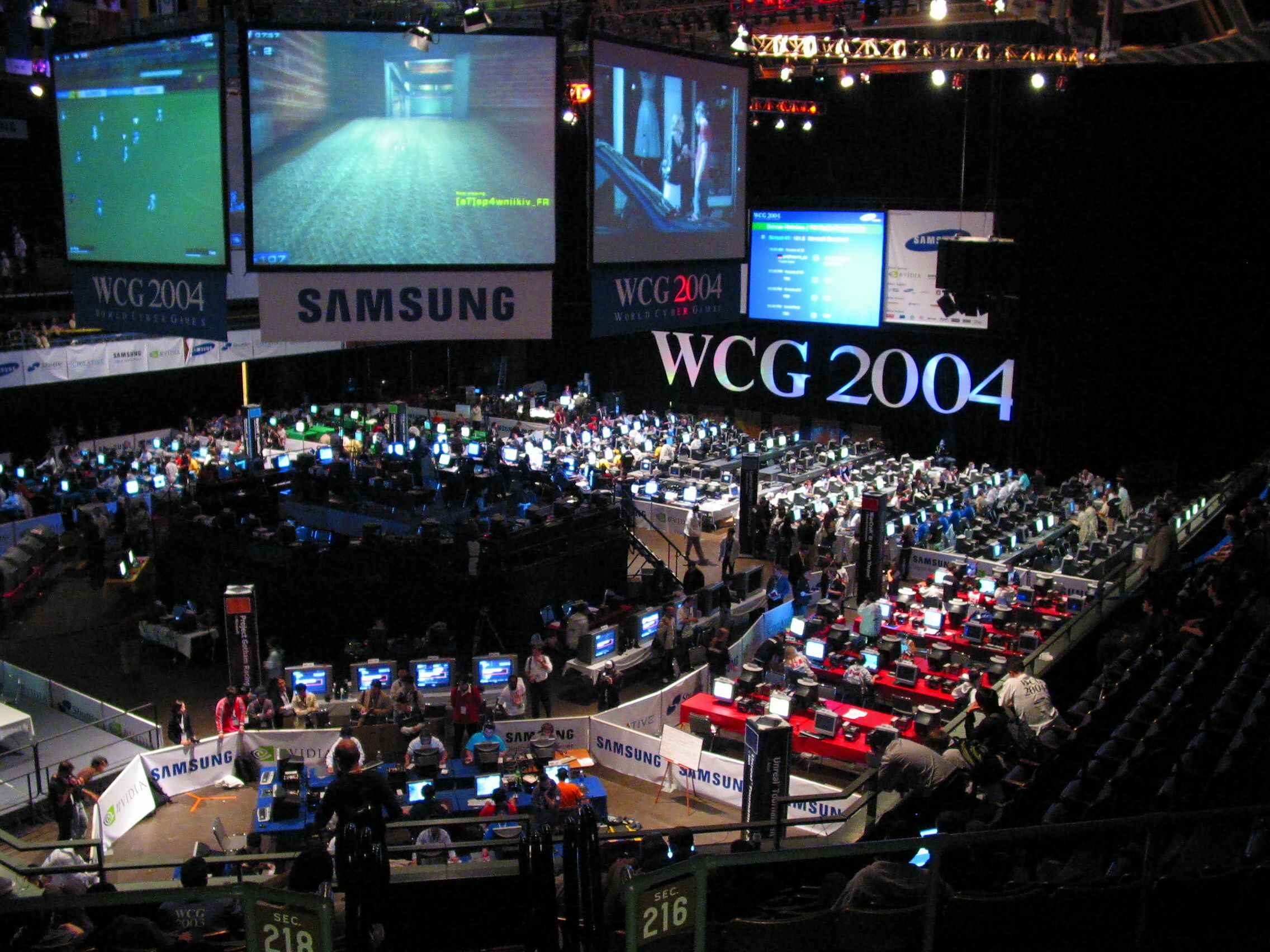
미국 샌 프란시스코의 빌 그레이엄 시민 강당에서 열린 WCG 2004